# Södertörnsekologerna

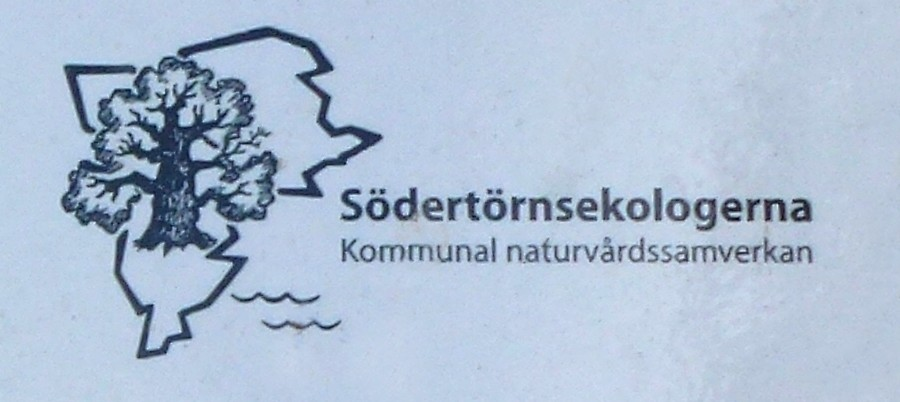

Södertörnsekologerna är ett nätverk av biologer, planerare och miljöinspektörer i Stockholms läns södra kommuner som samverkar och driver projekt om den biologiska mångfalden på Södertörn. Deltagande kommuner från starten i oktober 1990: Botkyrka, Tyresö, Södertälje, Haninge, Huddinge, Salem och Nynäshamns kommuner. På senare år har Nykvarn (1999, kommundelning) och Stockholm (1998) tillkommit. 
År 2010 lät Södertörnsekologerna inventera nio ekar i Södertörnskommunerna. En av dem kallas "Mångfaldseken" som står vid landsvägen nära Bornsjöns västra slut. I just denna ek hittades 26 skalbacksarter, 28 larver, 14 mossor och 8 svampar.